# Катастрофа L-188 в Пуэрто-Инке
Катастрофа L-188 в Пуэрто-Инке — крупная авиационная катастрофа, произошедшая в пятницу 24 декабря 1971 года в канун Рождества в районе Пуэрто-Инка. Турбовинтовой авиалайнер Lockheed L-188A Electra выполнял пассажирский рейс из Лимы в Пукальпу, но при пролёте через грозу попал под удар молнии и разрушившись, упал в джунгли. Поисковые работы поначалу были безрезультатны, пока спустя 10 дней к людям не выбралась 17-летняя пассажирка-немка Юлиана Кёпке. Кроме неё, никто из остальных находившихся на борту 85 пассажиров и 6 членов экипажа не выжил.
По масштабам, это крупнейшая авиационная катастрофа, вызванная ударом молнии, однако в Книге рекордов Гиннесса она уступает катастрофе в Элктоне (81 погибший), так как 14 человек скончались по прошествии некоторого времени после падения самолёта.

## Самолёт
Lockheed L-188A Electra с заводским номером 1086 был построен в 1959 году и 28 августа под бортовым номером N9704C поступил в авиакомпанию Braniff International Airways, став четвёртым самолётом данной модели во флоте авиакомпании (в ходе ребрендинга был покрашен в голубую ливрею). В 1969 году борт N9704C был выкуплен Crocker-Citizens National Bank, а 5 августа 1970 года под бортовым номером OB-R-941 поступил в небольшую перуанскую авиакомпанию LANSA, в которой также получил имя Mateu Pumacahua в честь известного перуанского революционера Матео Пумакава.
На тот момент 8-летняя LANSA уже имела дурную репутацию, так как с её самолётами произошли 2 катастрофы, унёсшие полторы сотни жизней: в 1966 году с Lockheed Constellation (49 погибших) и в 1970 году с Lockheed Electra (101 погибший). Причём в обоих случаях была доказана вина экипажа, а после второй катастрофы правительство даже на 90 дней приостановило деятельность авиакомпании. Но позже LANSA продолжила полёты.

## Катастрофа
В тот день борт OB-R-941 выполнял плановый внутренний рейс LP-508 по маршруту Лима—Пукальпа—Икитос. По этому маршруту лайнер летал дважды в день, но порой простаивал из-за ремонтов. 24 декабря также возникла небольшая задержка из-за непогоды в районе Анд, после чего было дано разрешение на вылет. Стоял канун Рождества, поэтому в аэропорту Лимы собралось большое число людей, которые спешили попасть домой или к родным, чтобы встретить с ними праздники, а потому стремились попасть на любой доступный самолёт. Одним из них был рейс 508, который, несмотря на недоверие к авиакомпании, оказался полностью заполнен. Одними из пассажиров оказались немецкий орнитолог 47-летняя Мария Кёпке (эмигрировала в Перу из Германии после Второй мировой войны) и её 17-летняя дочь Юлиана Кёпке, которые летели к мужу и отцу — орнитологу Гансу-Вильгельму Кёпке. По стечению обстоятельств, среди тех, кому не досталось места на злополучном рейсе, был немецкий режиссёр Вернер Херцог, который занимался съёмками своего фильма «Агирре, гнев божий».
Примерно в 12 часов с 86 пассажирами и 6 членами экипажа на борту рейс 508 вылетел из Лимы и, поднявшись до эшелона FL210 (21 тысяча футов или 6400 метров), направился через горы. По словам Юлианы, которая сидела на месте 19F у окна, первые 25 минут полёт проходил нормально и пассажирам стали раздавать бутерброды. Когда лайнер перелетел Анды, впереди показались грозовые облака, что было довольно распространено в этом регионе. Вероятно, что экипаж, понадеявшись на свой опыт и недооценивая силу грозы, принял решение не обходить непогоду, что грозило увеличением длительности полёта и выбиванием из расписания, а пролететь через неё. Постепенно облака начали становиться всё гуще и темнее, а также возникла сильная турбулентность. Стало темно как ночью, а «Электру» швыряло из стороны в сторону, в результате чего в салоне вещи стали падать с полок. Затем у правого крыла возникла яркая вспышка — вероятно, молния ударила близ двигателя, воспламенив находящиеся в крыльевом топливном баке пары керосина. Взрыв топлива привёл к разрушению конструкции правого крыла и его отделению, после чего вышедший из-под контроля самолёт перешёл в штопор. Экипаж стал пытаться вернуть управление, но в условиях сильной турбулентности возникли перегрузки, приведшие к отделению и левого крыла. Рейс 508 устремился вниз, разрушаясь от перегрузок; обломки оказалась разбросаны в зоне радиусом 15 километров. По воспоминаниям Юлианы, её выкинуло из салона вместе с трёхместным креслом, сидя в котором и кружась в воздухе, она упала на амазонский лес, «похожий на брокколи», и потеряла сознание.
По расписанию время прибытия рейса LP-508 в Пукальпу было 12:47. Однако прошло несколько часов, а от экипажа не было никаких сообщений, поэтому были начаты поисковые работы с привлечением авиации, включая транспортные C-130 и небольшие самолёты организации SIL International. Но ситуация осложнялась тем, что обломки при падении умудрились не сломать деревья, просто исчезнув в лесной чаще, поэтому их было очень трудно заметить с воздуха, а небольшие пожары были быстро погашены ливневым дождём. Во многом поиски ещё осложнялись и тем, что было неясно, в каком районе исчез авиалайнер, к тому же многие предполагали, что на самом деле последний потерпел катастрофу в центральной части Анд, врезавшись в гору.

## Выживание в джунглях

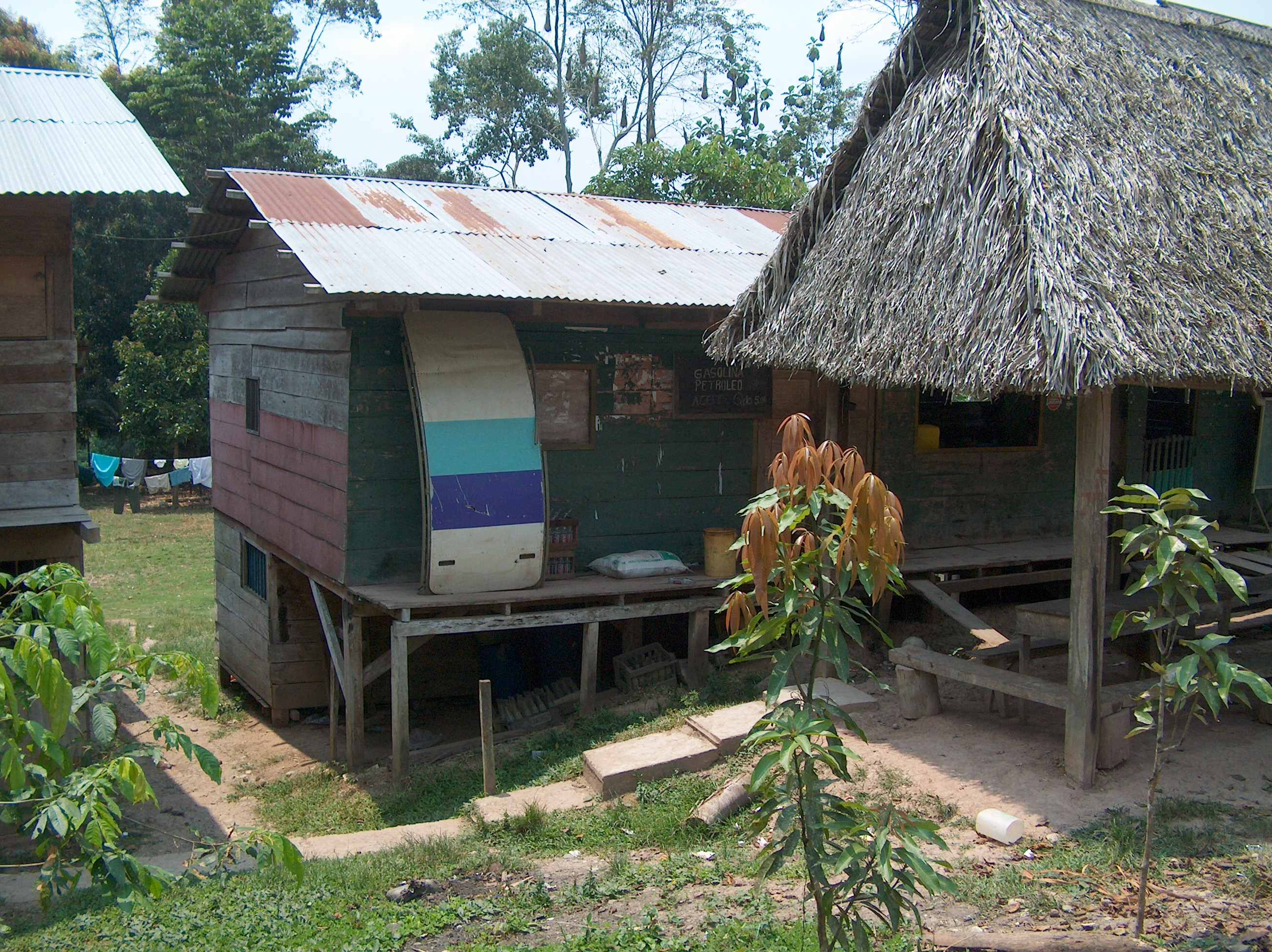
Сохранившаяся в посёлке дверь разбившегося самолёта

Как позже было установлено, в результате катастрофы сразу погибли 77 человек, но 15 ещё были живы, включая Юлиану и Марию Кёпке. Этому могли способствовать возникающие в грозах восходящие потоки, замедлившие скорость падения, а также то, что обломки падали на густой лес, окутанный лианами и который мог смягчить удар. Юлиана пролежала без сознания до 9 часов утра (время было определено по всё ещё работающим часам) следующего дня (25 декабря) и, очнувшись, обнаружила себя лежащей в грязи под креслом, при этом сидевшие с ней в том же кресле мама (место 19E) и толстый мужчина (место 19D) исчезли. Девушка попыталась встать, что у неё получилось с трудом. Несмотря на падение с трёхкилометровой высоты, она отделалась переломом ключицы, раной на левой ноге, а левый глаз заплыл, так как из-за декомпрессии лопнули тонкие кровеносные сосуды. Также были потеряны очки, одна из сандалий, а из одежды на ней было популярное тогда тонкое мини-платье.
Юлиана попыталась найти остальных людей, но никого не было рядом, как не было больше никаких обломков лайнера. Страха на тот момент не было, так как девушка часто ходила с отцом и матерью по лесу и фактически выросла в перуанских джунглях, а также знала основы выживания. Кроме того, так совпало, что в 50 километрах от места падения находилась исследовательская станция Пангуана, где семья Кёпке часто проводила время. Изучая окружающую местность, девушка нашла пакетик с конфетами, который взяла с собой.
Утром 3-го дня (28 декабря) она наткнулась на ещё одно кресло, к которому были пристёгнуты три пассажирки. Перевёрнутое кресло как снаряд воткнулось в землю, зарывшись почти на метр, а все трое сидевших в нём мгновенно погибли. Одна из женщин была похожа на Марию Кёпке, поэтому, несмотря на страх, девушка решила проверить, не её ли это мама, для чего взяла палку и сбила с ноги туфлю. На ногтях был лак, тогда как Мария не использовала педикюр. Возле кресла Юлиана нашла пирог, который, однако, смешался с грязью и был невкусным. Ещё не осознавая, сколько продлится путешествие, девушка выкинула его и стала изучать окрестности, после чего услышала шум ручья, выйдя к которому, направилась уже вниз по течению, так как знала из уроков отца, что ручей впадает в более крупную протоку, та уже в реку, а на берегу рек могут быть поселения людей. В тот же день она нашла в русле разбитый двигатель от борта OB-R-941, пространство вокруг которого было залито маслом.
Места для ночлегов подбирались заранее, ещё пока было светло. Юлиана старалась, чтобы спина была защищена толстым деревом или склоном, а вместо одеяла использовала несколько больших листьев. Это был период дождей, а дождевые капли били по телу, мешая спать; если дождь продолжался всю ночь, то девушка фактически так и сидела до самого утра. В ночи, когда не было дождя, сильно донимали комары.
На 6-й день (31 декабря) Юлиана услышала характерный звук крика гоацинов, которые живут вдоль рек. Пойдя к ним, она вскоре вышла на берег реки Шибонья. Здесь девушка ошиблась с выбором направления, не подозревая, что пойди она в другую сторону, то вышла бы на реку Сунгари, где очень часто плавали различные лодки. Следуя по руслу Шибоньи и иногда плывя, она встречала в пути кайманов, но знала, что они не опасны для человека, так же, как не опасны и живущие в проточной воде пираньи. Несколько раз она слышала пролетающие поисковые самолёты, но на второй день следования вдоль реки эти полёты прекратились. Основной опасностью сама девушка считала то, что в её ране на правой руке мясные мухи отложили свои яйца, вылупившиеся из которых личинки вгрызались в кожу. Единственную туфлю она при этом не выбрасывала, хотя в ней было и неудобно идти, так как это давало ей чувство защищённости. Тоненькое платье к тому времени уже сильно изорвалось. Для защиты от скатов-хвостоколов, Юлиана прощупывала дно перед собой с помощью палки-посоха.
Найденные ещё в первый день путешествия конфеты закончились через три дня, а вместо еды девушка просто пила много воды. Находясь в апатичном состоянии, она даже едва не съела ядовитую лягушку-древолаза, что для её ослабленного организма могло закончиться летальным исходом. На 9-й день (3 января 1972 года), выйдя уже к реке Пахитеа, Юлиана вдруг неожиданно для себя увидела привязанную к берегу лодку, от которой вверх по склону шла тропинка. С трудом одолев этот подъём, путешественница увидела хижину, в которую забралась и где провела ночь. Утром следующего дня (4 января) её здесь обнаружил лесоруб Марсио Рибера, который был с двумя приятелями. К тому времени девушка уже собиралась продолжить свой путь вниз по течению, но слишком ослабела для этого. С помощью бензина из бака лодочного мотора ей промыли раны, удалив множество червей, а через 11 часов на лодке доставили в деревню. Далее Юлиана была перевезена к местному аэродрому, а оттуда в Пукальпу, где её поместили в миссионерскую больницу. Здесь Ганс-Вильгельм Кёпке и нашёл свою дочь.
Благодаря показаниям Юлианы, 5 января была начата масштабная поисковая операция с привлечением множества самолётов, в том числе и ВВС США. В тот же день с борта перуанского DC-3 место падения рейса 508 было найдено, а 6 января к нему прибыли перуанские военные. Однако к тому времени все остальные 14 человек, выжившие при падении, уже погибли. К 13 января нашли 91 тело, то есть всех погибших, из которых удалось опознать 56, включая Марию Кёпке.

## Причина
Причиной происшествия был назван преднамеренный полёт через сложные погодные условия, приведший к разрушению обоих крыльев из-за пожара, вследствие воспламенения молнией топливного бака, и сильной турбулентности.
Через несколько дней после катастрофы авиакомпания LANSA была лишена лицензии.

## Культурные аспекты
- В 1974 году по мотивам событий был снят американо-итальянский фильм «Чудеса ещё случаются». По мнению самой Юлианы Кёпке, героиня фильма выглядит слишком неуклюжей, а опасность джунглей значительно преувеличена.
- В 2000 году немецкий режиссёр Вернер Херцог, чудом не попавший на злополучный рейс, снял документальный фильм «Крылья надежды», в котором Юлиана вновь побывала на месте авиакатастрофы и прошла прежним маршрутом, а также встретилась со своим спасителем.
- О катастрофе рассказывается в эпизоде «Плохие погодные условия» 1-го сезона сериала «Авиакатастрофы: совершенно секретно» телеканала Discovery Channel.
- В 2011 году сама Юлиана Кёпке выпустила книгу «Als ich vom Himmel fiel : wie mir der Dschungel mein Leben zurückgab» (рус. Когда я упала с неба. Как джунгли вернули мне жизнь).